# Pluherlin
Pluherlin è un comune francese di 1 380 abitanti situato nel dipartimento del Morbihan nella regione della Bretagna.

## Società

### Evoluzione demografica
Abitanti censiti